# 饗庭氏直
饗庭 氏直（あえば うじなお/うじただ）は、南北朝時代の武将。足利尊氏の側近くに仕えた寵臣命鶴丸（みょうづるまる）として知られ、『太平記』では「容貌当代無双の児」と評されるが、この表現は西源院本や神田本などの古態本の『太平記』には見られず、「花一揆の大将」という命鶴丸像が固定化したことによる後世の脚色と考えられている。当初の諱は直宣であったが、尊氏より偏諱を受けて尊宣を名乗る。『園太暦』では氏直としている。歌人としても優れる教養人で、『風雅和歌集』『新後拾遺和歌集』に1首ずつ入選している。

## 生涯

### 出自など
饗庭氏は三河国幡豆郡饗庭御厨を根拠地とする武士で、安達氏との被官関係の中で三河国と関係があった常陸国の御家人中郡氏を出自とする家筋の可能性があり、大中臣氏を本姓とする。なお「大中臣氏略系図」にある中郡頼経の孫・朝経の母は熱田大宮司藤原季範の女で、源頼朝の母および足利義兼の母の姉妹に当たるため、中郡氏は三河国および頼朝・義兼と繋がりがある。
『太平記』流布本の記述では生年は建武2年（1335年）と推定される。正平3年/ 貞和4年（1348年）、諏訪神社で行われた笠懸の射手を勤めたことが史料上の初見となる。この笠懸十番で氏直は足利尊氏に次ぐ2番目の射手を務め、尊氏や勝田能登守佐長らとともに十射十中という結果を残した。以後、尊氏の近習として重要な使者や取次を勤めた。
貞和5年（1349年）に光厳上皇の勅撰で成立した『風雅和歌集』には「大中臣直宣」として次の和歌一首（雑歌）が入選している。

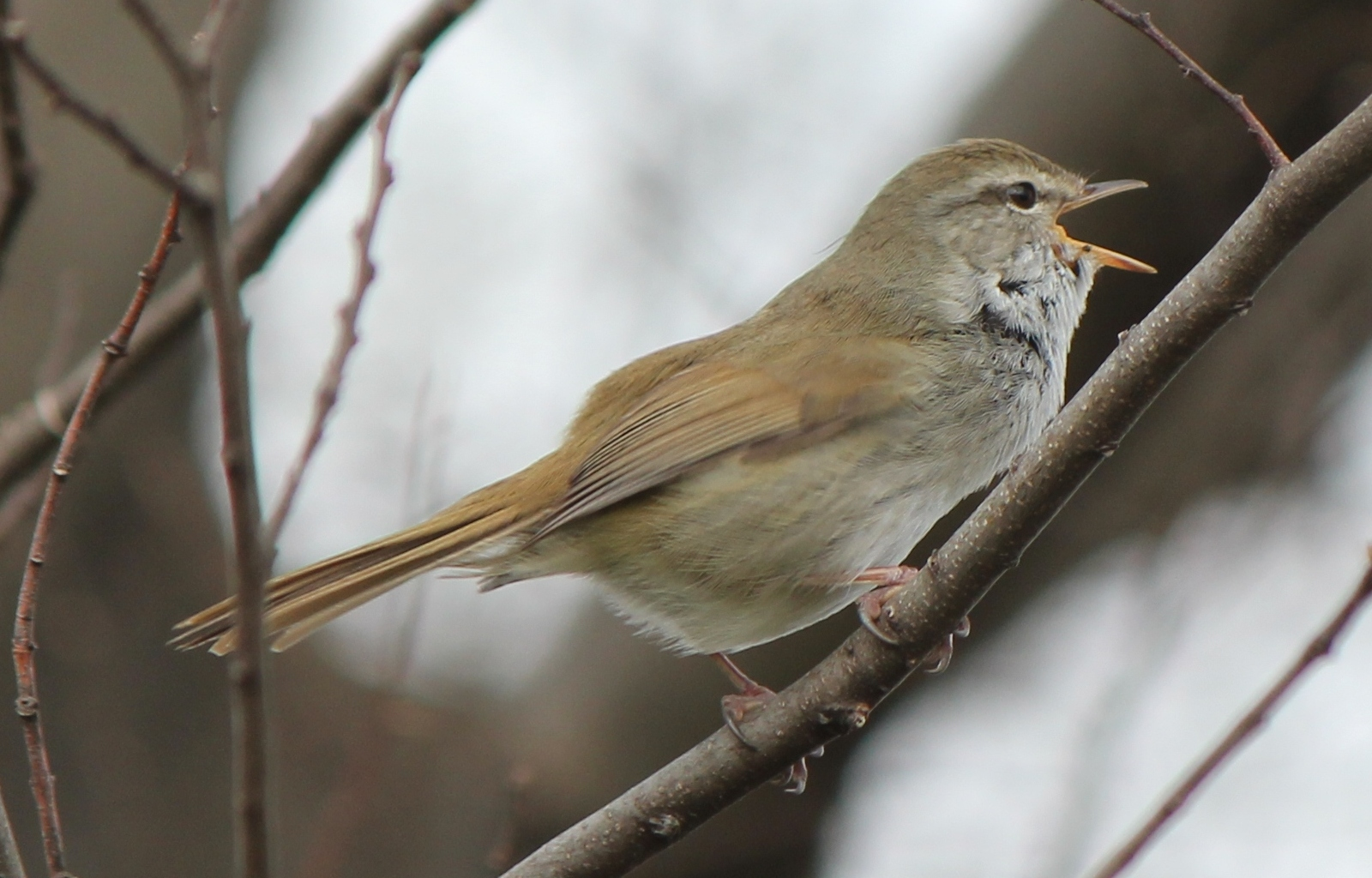
直宣の和歌・鶯のイメージ

### 観応の擾乱期
正平6年/観応2年（1351年）2月の観応の擾乱の折に、尊氏方の使者として長井治部少輔や海老名某（六郎）らとともに、足利直義との和平交渉に当たったことが『観応二年日次記』の記事にみえる。一方『太平記』では、尊氏を死なせないために氏直が自らの意思で畠山の陣に向かったとして、その手柄を氏直1人だけのものとして描いているが、これは氏直が降参のため八幡に参ったと書く『園太暦』の降参説をもとにした後世の脚色の可能性があるという。
同年9月に観応の擾乱の第2次軍事衝突が始まると、足利尊氏・足利義詮と限られた近臣が近江醍醐寺において松尾社法楽の戦勝祈願の和歌を講じた。この時に氏直も今川範国らとともに「世をいのる君か心しまこと阿れは神もうけ見てさりまほるらむ」の1首を詠じている。薩埵山合戦では部隊を率い、蒲原・由比近辺（静岡県静岡市清水区）で行われた戦闘に関して尊氏から直筆の感状を下される活躍を見せており、『太平記』には記されていない活躍だが、氏直が尊氏の親衛隊としての役割を十分に果たした様子が伺える。

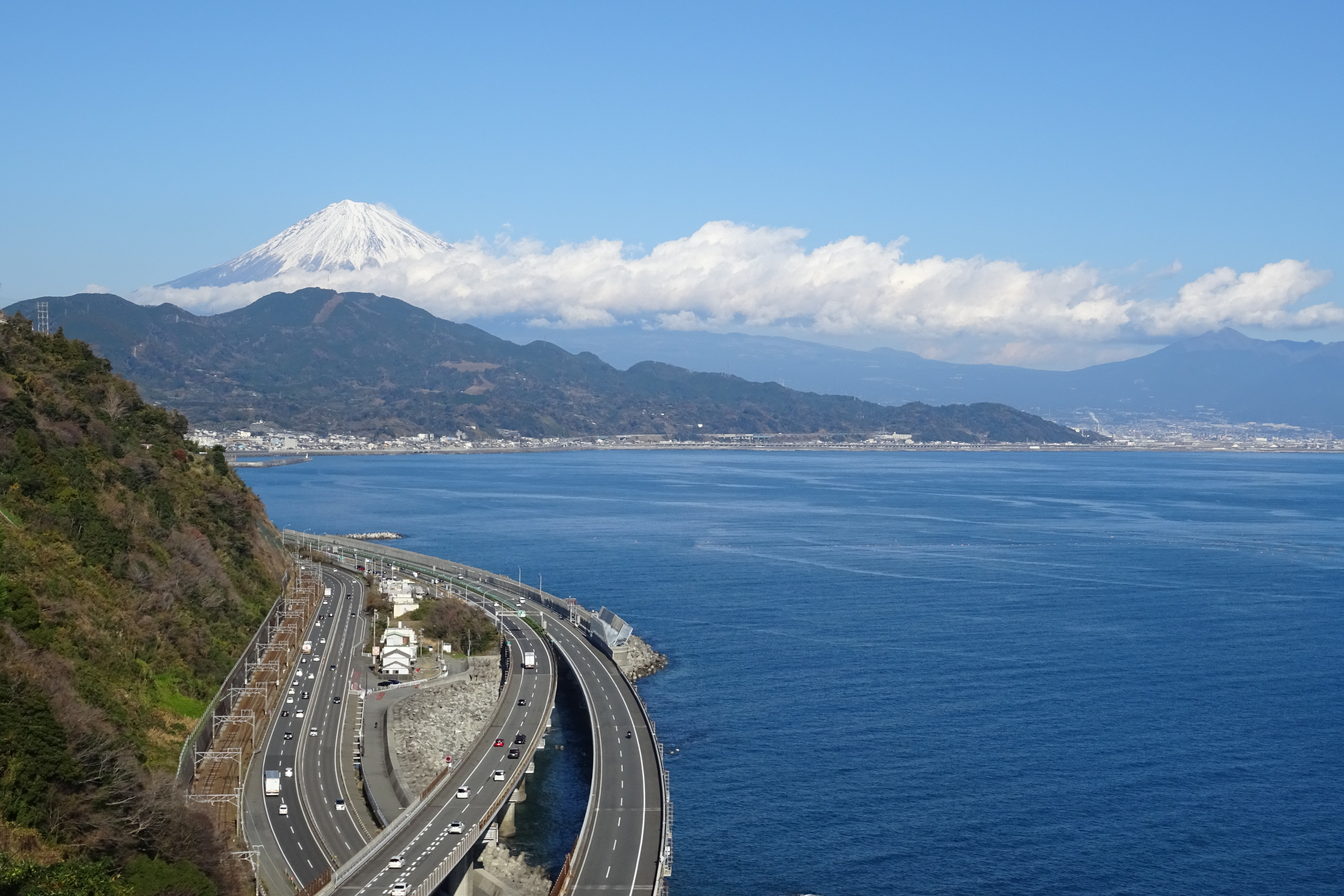
戦いの舞台となった薩埵峠

正平7年/文和元年（1352年）の武蔵野合戦では、僅か18歳にして三番隊六千人を率いたというが、この18歳という年齢については『太平記』の流布本にしか見られない記述である。その部隊はいずれも美しく飾り立てた鎧をまとい、梅の花を兜の真っ向に指していたため『花一揆』と呼ばれた。『太平記』では花一揆が思慮のない戦をしたために児玉党に追い散らされたと記述されている。
ただし『太平記』の武蔵野合戦の記事は江田郁夫や久保田順一、清水克行などの研究者が一次史料と照合して検証し、記事の内容に合戦場や戦が起きた日時などに関する事実誤認が多いことが指摘されている。清水は『太平記』全体の他の記述と比べても明らかに筆致が異なることに着目し、花一揆の戦場に似つかわしくないカラフルで奇抜な軍装は、戦闘経過について詳細かつ正確な情報を得られなかった作者が紙面を塞ぐために施した文学的な修飾である可能性があり、これらの軍記物語風に仕立てた過剰な記述を史実とみることについて慎重な姿勢を示している。また花一揆は『太平記』の武蔵野合戦の記事内に同じく登場する白旗一揆・平一揆と異なり、一次史料でその存在を確認することはできない。

武蔵野合戦が尊氏方の勝利で終った後、氏直は鎌倉に正平8年／文和2年（1353年）7月まで鎌倉に在留した尊氏の命で、円覚寺に夢窓疎石の塔所・黄梅院を修造し、自身の所領の常陸国結城村・色好村・椿村の三村を寄進した。

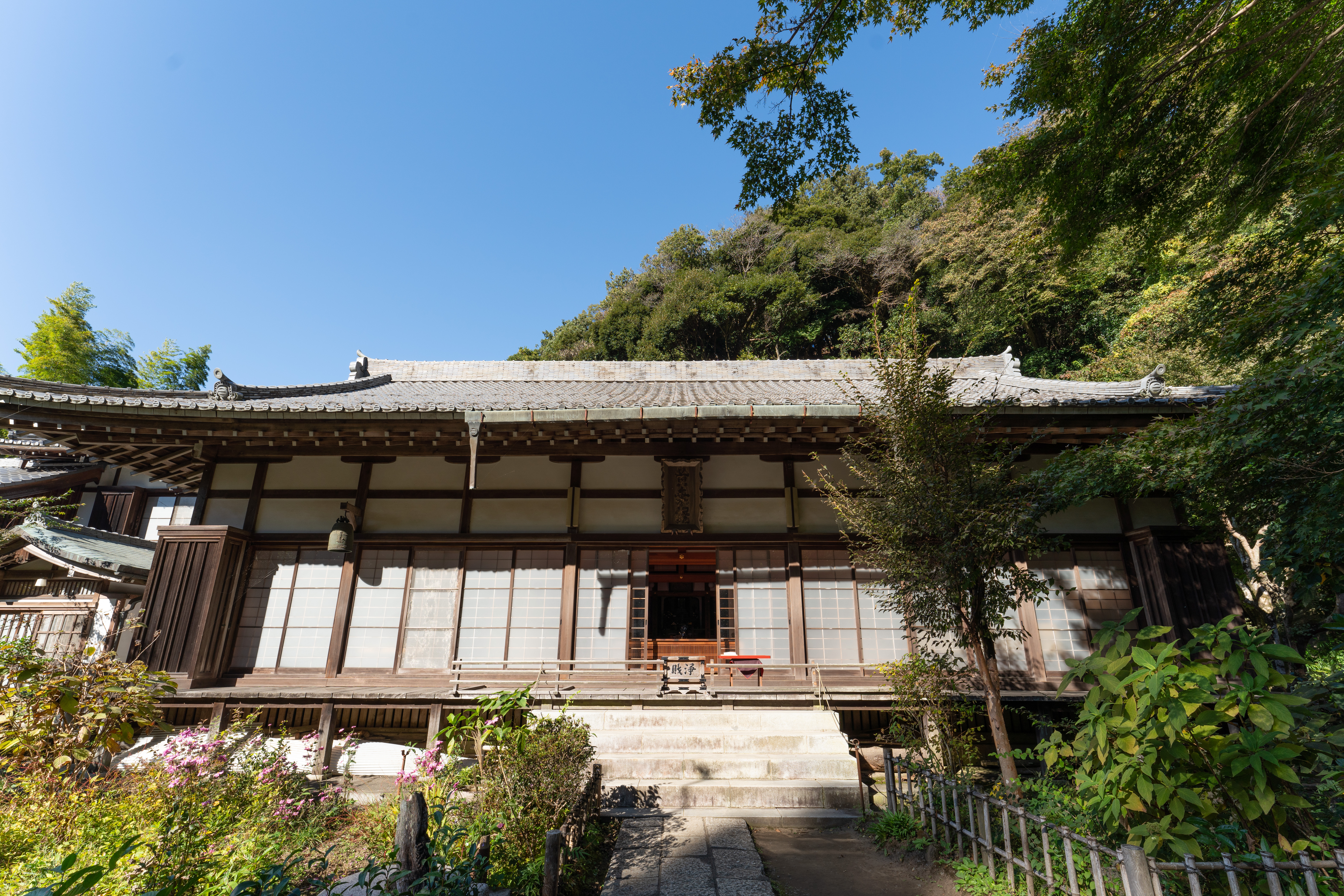
円覚寺黄梅院

その後、京都の義詮の危機を知った尊氏とともに同年に帰洛したとみえ、二条良基が著した『小島のすさみ』には、正平8年／文和2年（1353年）9月3日、美濃国垂井（岐阜県垂井町）に着いた尊氏一行の記録の中に、尊氏の栗毛の馬の前を行く、坂東第一という黒い馬に乗った氏直の姿が描写されている。「年たけたるあげまきの姿も、すべてあしくも見えず（年のいった垂髪姿も全く悪くなく）」と書かれ、当時の氏直が垂髪であったことがわかる。
なお『源威集』にはこの帰洛の折、氏直が小山氏政を上洛軍の先陣に立てる事を提案したが、尊氏は、武蔵野合戦で日和見をする武士が多い中、迷わずに尊氏陣営に身を投じた結城直光を先陣に立てることを主張し、軽薄な意見をした氏直を黙らせたという話がある。さらに『源威集』には、上洛の折には軍装に籠手と脛当を用意するべきと主張した武田信武の意見を、氏直が「そんなものは保元・平治の乱のころの武装だ」と冷笑したが、上洛後に急遽尊氏が天皇に謁見することになり籠手と脛当が必要となってしまい、尊氏に「あの時お前の言う通りにしていたら大変なことになっていた」と笑われたという話もある。『源威集』の作者は直光か佐竹師義と考えられているため、さしたる武功がないにも関わらず尊氏の寵愛を集めた氏直を、尊氏に厚い情愛を寄せる東国武士たちが嫌悪し、このような氏直を貶める逸話を載せたと考えられている。
正平9年/文和3年（1354年）、大嘗会に際して元服を行い、尊氏の偏諱を受け「尊宣」と名乗り、五位近衛将監弾正少弼に叙任された。正平11年/文和5年（1356年）には斯波高経の降参を働きかけ、高経を帯同して降参を実現しており、この頃既に斯波氏との強い結びつきを持っていた。

### 尊氏の死去後
正平13年/延文3年（1358年）に尊氏が没すると出家し、以降は「尊宣入道」と呼ばれた。同年8月には尊氏追善のため、円覚寺黄梅院に相模国小坪郷（神奈川県逗子市）を寄進している。

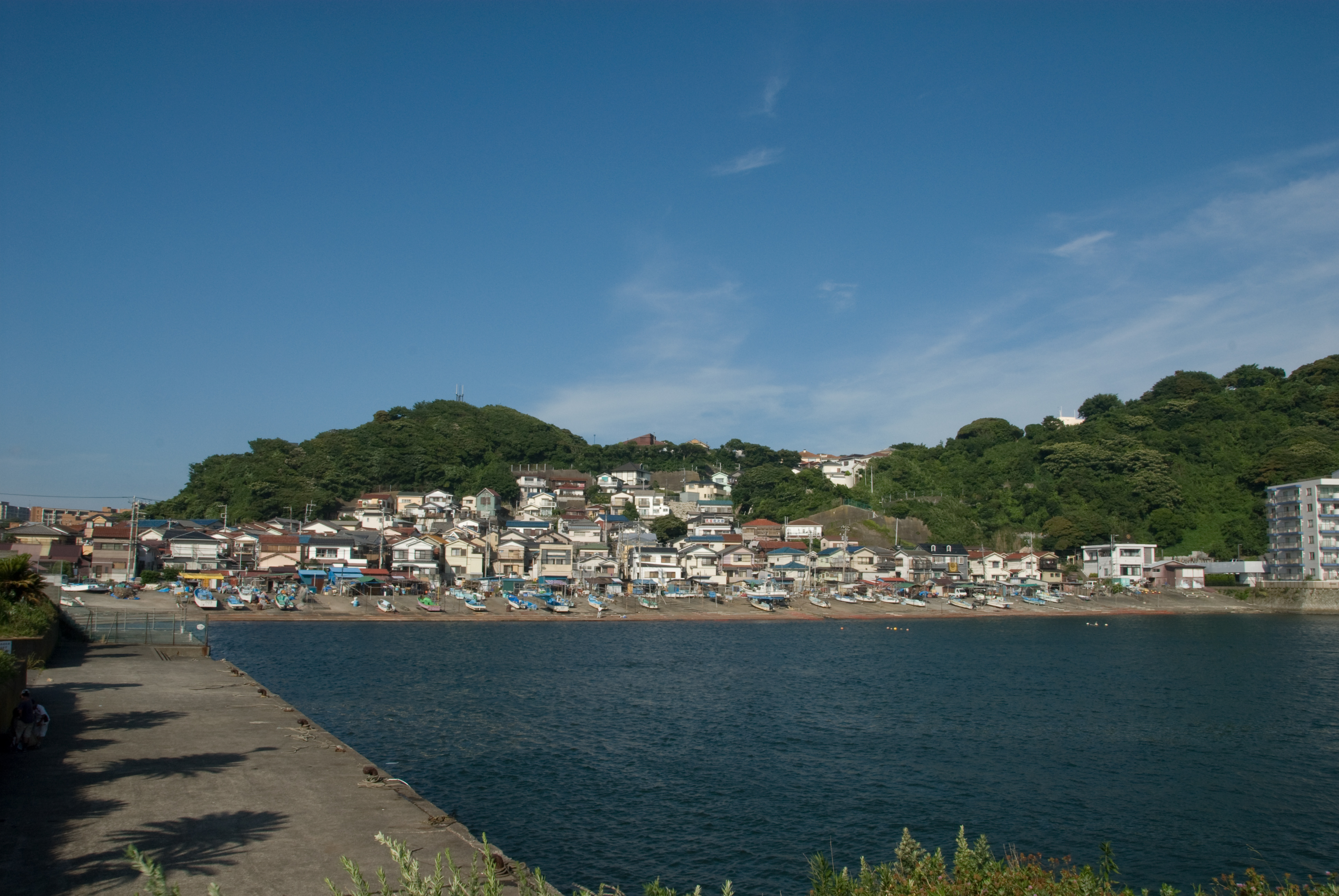
氏直の所領だった神奈川県逗子市小坪

尊氏が権門寺社と対立していたため、翌年の延文4年（1357年）8月17日に佐々木道誉の宅が天狗に礫で打たれた（ふいに石が飛んでくる現象のことを「天狗礫」という）後、同月22日に十楽院の近くにある尊宣の僧坊のあたりが打たれたことが『園太暦』の同日条にみえる。この礫は、鬱憤した山門が尊宣の坊を破却しようとしかけたもので、尊宣もこれに対抗するための準備をしていたといい、この狼藉事件は尊宣と延暦寺との緊張関係および、後ろ盾を失った尊宣の不安定な立場を示している。
貞治3年（1364年）8月10日、将軍義詮の新邸を見たことが『師守記』にみえる。また貞治4年（1365年）6月の『三島居建立記』記事に見られる「霜台禅門」は、『賢俊僧正日記』にしばしばみられる「霜台」と合わせて尊宣（氏直）のこととみられ、この記事から当時の尊宣が幕府の御所奉行（これは、将軍に奉献される馬を渡す・祈禱巻数を受け取って将軍に披露し受取状を出す・将軍への仲介役を務める職掌と考えられている）を務めていたことがわかる。
その後は斯波氏に近い動きを見せ、同年に高経が造営奉行を務めた幕府新第の地破儀礼に臨席した。正平21年/貞治5年（1366年）に高経が失脚すると、連座を恐れて越前に没落したという風聞が立っている。このころの尊宣は伊勢神宮外宮神領である尾張国中島郡笑生御厨（愛知県一宮市周辺）の地頭職を務めていた。その後京都に復帰したと見られ、貞治6年（1367年）11月、義詮の病気治癒の祈禱で、聴聞する足利義満の案内役を務めている。高経の没落後も細川氏が管領になるまでは義満に近侍していたようで、斯波氏が復帰する同年の康暦の政変の直前の正月、反細川頼之勢力の動きと関わって京都で活動していたことが確認されている。

優れた歌人で、准勅撰連歌集である『菟玖波集』にも「思はぬ夢ぞ昔なりける春の夜はただ一時にあけ過ぎて」や「芦垣は浦なる里に猶みえて八重の汐路を舟や行くらん」などの歌が残るほか、至徳元年（1384年）12月に成立した『新後拾遺和歌集』にも「源尊宣朝臣」として次の1首が勅撰されている。
弘和3年/永徳3年（1383年）3月2日、足利義満に近侍している記事が最後の記録となる。氏直が開基檀那となった円覚寺黄梅院の記録では法名「霜台昌皈禅定門」となっている。
その後の饗庭氏は室町幕府奉公衆の三番衆に編入されたとみえ、子孫の文安5年（1448年）当時の饗庭氏当主は、氏直も任ぜられた「将監」の官途を襲名して「左近将監」と称している。文正元年（1466年）当時の饗庭氏当主とみられる「賢宣」に見られるように、「尊（直）宣」の「宣」の字が家の通字となっている。